# 黒田寿郎
黒田 壽郎（くろだ としお、1933年8月27日 - 2018年5月6日）は、日本のイスラーム学。

## 生涯
慶應義塾大学文学部仏文科卒、同大学院文学研究科博士課程東洋史専攻中退。カイロ大学客員教授、イラン王立哲学アカデミー教授、国際大学中東研究所初代所長。
1974年『イスラーム哲学史』で日本翻訳文化賞受賞。2012年、「イランの著名な哲学者アッラーメ・タバータバーイー師の著書を日本語に翻訳するためのイスラム研究」の功績により第19回イラン年間最優秀図書賞を受賞。
2018年5月6日に自宅にて逝去（享年84歳）。

## 著書
- 中東 ことばと文化の旅 三省堂 1974
- イスラームの心 中公新書 1980.4
- イスラームの反体制 ハワーリジュ派の世界観 未来社 1991.7
- イスラームの構造 タウヒード・シャリーア・ウンマ 書肆心水 2004.10、新版2016.2
- 格差と文明　イスラーム・仏教・現代の危機 書肆心水 2016.3

## 共編著
- イスラーム辞典 東京堂出版 1983.3
- 250語でできるやさしいアラビア会話 レイラ井上共著 白水社 1985.12
- 地域研究の方法と中東学 三修社 1987.6 (中東選書)
- イスラーム経済 理論と射程 三修社 1988.12 (中東選書)
- 共同体論の地平 地域研究の視座から 三修社 1990.7 (中東選書)
- ひろさちやが聞くコーラン ひろさちや共著 鈴木出版 1992.11 (世界の聖典)
- イラク戦争への百年 中東民主化の条件とは何か 書肆心水 2005.1

## 翻訳
- イスラーム哲学史 アンリ・コルバン 柏木英彦共訳 岩波書店 1974、新版2006ほか
- イスラームの哲学者たち S.H.ナスル　柏木英彦共訳 岩波書店 1975
- イスラーム・スペイン史 W.M.ワット 柏木英彦共訳 岩波書店 1976
- 鳩の頸飾り 愛と愛する人々に関する論攷 イブン・ハズム 岩波書店 1978.7 (イスラーム古典叢書)
- 太陽の男たち/ハイファに戻って ガッサン・カナファーニー 奴田原睦明共訳 河出書房新社 1978（現代アラブ小説全集7）
- 北へ遷りゆく時・ゼーンの結婚 アッ=タイーブ・サーレフ 高井清仁共訳 現代アラブ小説全集 8 河出書房新社、1978
- 40のハディース イマーム・アンナワウィー イスラミックセンター・ジャパン 1980
- 哲学者の意図 イスラーム哲学の基礎概念 ガザーリー 岩波書店 1985.12 (イスラーム古典叢書)
- 無利子銀行論 ムハンマド・バーキルッ=サドル 岩井聡共訳 国際大学中東研究所 1988.5、未知谷 1994
- イスラーム経済論 ムハンマド・バーキルッ=サドル 国際大学中東研究所 1988.1、未知谷 1993
- イスラーム哲学 ムハンマド・バーキルッ＝サドル 未知谷 1994.4
- イスラームの国家・社会・法 法の歴史人類学 ハイム・ガーバー 藤原書店 1996.11
- 現代イスラーム哲学 ヒクマ存在論とは何か ムハンマド・アッ=タバータバーイー 書肆心水 2010.1
- イスラーム法理論の歴史 スンニー派法学入門 ワーエル・B.ハッラーク 書肆心水 2010.12
- 雄弁の道　アリー説教集 アリー・イブン・アビー・ターリブ 書肆心水 2017.12